# Barva žluti
Barva žluti (v anglickém originále The Color Yellow) je 13. díl 21. řady (celkem 454.) amerického animovaného seriálu Simpsonovi. Scénář napsali Billy Kimball a Ian Maxtone-Graham a díl režíroval Raymond S. Persi. V USA měl premiéru dne 21. února 2010 na stanici Fox Broadcasting Company a v Česku byl poprvé vysílán 25. listopadu 2010 na stanici Prima Cool.

## Děj
Líza má do školy vytvořit rodokmen Simpsonových, jenže když začne pátrat o svých předcích, tak najde jen samé gaunery, zloděje, a dokonce i vrahy. Ale najde ještě jeden světlý bod rodiny Simpsonových – Elisu Simpsonovou a její deník ze 60. let 19. století. Líza zjistí, že Elisa patřila mezi skupinu lidí, kteří pomáhali otrokům utíkat do Kanady, a právě Elisa tehdy pomáhala svému prvnímu otrokovi Virgilovi dostat se do svobodného světa. Homer ale Líze strčí deníček do ventilační šachty. Bohužel netuší, že Lízina zvědavost je velice silná, dívka se k deníku znovu dostane a příběh začne znovu ožívat. Líza se dočte o Elisině tajné návštěvě na bále Colonela Burnse, který byl shodou okolností adoptivní otec / biologický dědeček Montgomeryho Burnse. Elisa svého otroka Virgila našla v Burnsových stájích, ale plán záchrany se nečekaně pokazil, neboť je cestou na sever začali pronásledovat dva hlídači. V nejlepším se deníček, poslední naděje pro Lízu, rozpadne na prach. Marge a Líza se tedy vydají do knihovny, aby se poptaly po nějaké knížce o Elise. Žádnou knihu od Elisy nenajdou, ale jejich pátrání je zavede až ke kuchařce Elisiny matky, Mabel. Zde je, kromě podivných, ale možných chutných receptů, příběh, který přesně navazuje na Elisin deník. Tam se dozví, že se hlídačům nakonec nepodařilo Elisu a Virgila dopadnout. Podařilo se jim natrefit na potulný cirkus. Dostali se domů k Elisiným rodičům, ale „hlava“ rodiny, Hiram, nechtěl mít nic společného s otroky, ale nakonec se jej Virgilovi podařilo přesvědčit jeho „sladkými kolečky“.
Přišel den, kdy Líza měla přednést svůj projekt. Všichni byli z příběhu nadšeni, až na Milhouse. Ten měl také jeden deníček – Milforda van Houtena. Ten zaslechl ve stejný den hádku z domu rodiny Simpsonových. V domě tehdy byl Colonel Burns s Hiramem. Ten byl zrovna pod tlakem, buď vydá otroka a dostane překvapení, nebo se uvidí. Do hádky se vmísí Elisa, ale Colonel ji přesvědčil, aby svému otci nebránila říct mu, kde se Virgil skrývá. Líza je z tohoto příběhu velmi smutná, ztratí víru ve svou rodinu a ztratí naději, že by se v rodině našel aspoň jeden slušný člověk. Nakonec jí ale děda Abe řekne, že Mabel zradu svého manžela tušila a za Virgila se postavila. Společně s Virgilem odjela do Kanady, zde Virgil vyznal Mabel lásku a ta se s Hiramem rozvedla. Jako rozdělený majetek byla uvedena bota od Colonela Burnse, ze které čerstvě rozvedená a čerstvě vdaná Mabel radost nemá. Elisa zůstane se svým otcem, ale Mabel s Virgilem jsou v Kanadě šťastní a narodí se jim syn, Abraham Simpson I., který byl prapradědeček dnešního dědy Aba, byl vlastně novou generací krve Simpsonových, která byla jak bělošská, tak černošská. Tak je Líza i zbytek rodiny šťastný.

## Přijetí
V původním americkém vysílání díl sledovalo 6,08 milionu domácností a získal dle Nielsenu ve věkové skupině 18–49 let rating 3,0/8. Díl byl druhým nejsledovanějším pořadem na stanici Fox toho večera, po repríze Griffinových, a ve svém časovém slotu se umístil na druhém místě po The Olympics. Pořad se umístil na 19. místě v týdenní sledovanosti věkové skupiny diváků od 18 do 49 let, což ho řadí na 4. místo na stanici Fox po Griffinových a dvou dílech American Idol.
Robert Canning udělil epizodě hodnocení 6,4, když napsal, že „jako celek zapadla“, a okomentoval ji: „Myslím, že je těžké najít humor v otroctví, dokonce i pro Simpsonovy.“.
Emily VanDerWerffová z The A.V. Clubu udělila dílu známku C+ a uvedla, že „tam bylo pár vtipných věcí“, ale „většina epizody byla zklamáním“.
Jason Hughes ze serveru TV Squad ohodnotil díl kladně s tím, že v epizodě „bylo několik skvělých komediálních momentů“.
Patrick D. Gaertner ze serveru Puzzled Pagan napsal: „Tento díl se mi vlastně docela líbil. Dopadlo to mnohem lépe než ten příběh před několika řadami, kdy se Líza rozhodla předstírat, že je tajný americký indián. Tentokrát to bylo skutečné! Myšlenka, že Simpsonovi zjistí, že jsou příbuzní nějakých otrokářů, vypadá jako dost nosné téma, ale tahle epizoda byla nakonec fascinující. Nejenže jsme viděli Lízino pátrání po hodném napodobení Simpsonových a její zděšení ze zjištění, že Elisa se sklonila před misogynií doby a dovolila Burnsovi, aby si vzal Virgila, ale také jsme se pak dozvěděli o drsňácké vzpouře Mabel a o lásce, která mezi ní a Virgilem vykvetla. Navíc mám vždycky rád epizody, které ukazují lidi z minulosti obsazené postavami ze seriálu. To mě vždycky rozesměje.“.